# Operator paradoksalny
Operator paradoksalny (operator punktu stałego) – funkcja w rachunku lambda, która dla każdej funkcji tworzy jej punkt stały:
{\displaystyle \mathbb {Y} (f)=_{\beta }f(\mathbb {Y} (f)).}
Nazwa bierze się stąd, iż jeśli tą funkcją będzie na przykład negacja (niezależnie od przyjętej definicji) to:
{\displaystyle \mathbb {Y} (\neg )=_{\beta }\neg \mathbb {Y} (\neg ).}
Operatorów paradoksalnych jest nieskończenie wiele. Najczęściej używany jest zdefiniowany następująco:
{\displaystyle \mathbb {Y} \equiv \lambda f.\ (\lambda x.\ f\ (x\ x))(\lambda x.\ f\ (x\ x)).}
Niemniej jeśli
{\displaystyle ?\equiv \lambda abcdefghijklmnopqstuvwxyzr.\ r\ (thisisafixedpointcombinator),}
to funkcja
{\displaystyle \$\equiv \ ??????????????????????????}
też jest operatorem punktu stałego.